# Jaap van Donselaar (wetenschapper)
Jaap van Donselaar (1953 – 16 september 2024) was een Nederlands cultureel antropoloog. Hij was verbonden aan de Anne Frank Stichting en was wetenschappelijk coördinator van het Centre for Security, Safety & Justice (CSSJ) en universitair hoofddocent aan het Centre for Terrorism and Counterterrorism (CTC) van de Campus Den Haag van de Universiteit Leiden.
Van Donselaar overleed op 16 september 2024 op 71-jarige leeftijd.

## Onderzoek
Van Donselaar was gespecialiseerd op het gebied van extreemrechts. Hij promoveerde in 1991 op Fout na de oorlog: fascisme en racisme in Nederland 1950-1990.
In het rapport Polarisatie en radicalisering in Nederland (2009), waarin Van Donselaar de verantwoordelijke was voor het gedeelte over rechts radicalisme, werd de PVV 'nieuw radicaal rechts' genoemd. Dit rapport is in opdracht van Ministerie van Binnenlandse Zaken geschreven, waarbij de verantwoordelijkheid bij de onderzoekers is gelegd.
Zijn publicaties worden door Carel Brendel kritisch ontvangen.

## Werken
- Fout na de oorlog : fascistische en racistische organisaties in Nederland 1950 - 1990. Bert Bakker, Amsterdam, 1991. 249 p. ISBN 90-351-1056-0
- Monitor racisme en extreem-rechts:
  - Eerste rapportage[dode link]. Leids Instituut voor Sociaal Wetenschappelijk Onderzoek, Leiden, 1997. 158 p. ISBN 90-71042-96-0
  - Tweede rapportage : media[dode link]. Leids Instituut voor Sociaal Wetenschappelijk Onderzoek, Leiden, 1998. 143 p. ISBN 90-76400-03-2
  - Derde rapportage[dode link]. Universiteit Leiden, Departement Bestuurskunde, Leiden, 2000. 148 p. ISBN 90-74062-02-4
  - Vierde rapportage[dode link] (met Peter R. Rodrigues). Anne Frank Stichting, Amsterdam / Universiteit Leiden, Leiden, 2001. 136 p. ISBN 90-72972-72-4
  - Vijfde rapportage (met Peter R. Rodrigues). Anne Frank Stichting, Amsterdam / Universiteit Leiden, Leiden, 2002. 191 p. ISBN 90-72972-75-9
  - Zesde rapportage (met Peter R. Rodrigues). Anne Frank Stichting, Amsterdam / Universiteit Leiden, Leiden, 2004. 185 p. ISBN 90-72972-94-5
  - Zevende rapportage (red. - met Peter R. Rodrigues). Anne Frank Stichting, Amsterdam / Universiteit Leiden, Leiden, 2006. 254 p. ISBN 90-8667-960-9
  - Achtste rapportage (red. - met Peter R. Rodrigues). Anne Frank Stichting, Amsterdam / Universiteit Leiden, Leiden, 2008. 304 p. ISBN 978-90-8555-004-4
  - Negende rapportage (red. - met Peter R. Rodrigues). Anne Frank Stichting, Amsterdam / Universiteit Leiden, Leiden, 2010. 252 p. ISBN 978-90-8555-004-4
- Patronen van antisemitisme, in: Monitor rassendiscriminatie 2005 (red.: Igor Boog [et al.]. Landelijk Bureau ter Bestrijding van Rassendiscriminatie [LBR], Rotterdam, 2006. ISBN 90-5091-019-X
- Trendanalyse Polarisatie en Radicalisering, (red.: Hans Moors, Jaap van Donselaar, Bob de Graaff), 18 december 2008, 28 p.
- Polarisatie en radicalisering in Nederland - Een verkenning van de stand van zaken in 2009, (red.: Hans Moors (IVA), Lenke Balogh (IVA), Jaap van Donselaar (CDH), Bob de Graaff (CDH)), Tilburg, december 2009. 174 p.

- Bibliothèque nationale de France: cb12241509b (data)
- Gemeinsame Normdatei: 172046785
- International Standard Name Identifier: 0000 0000 2557 3033
- Library of Congress Control Number: n81099930
- NARCIS: PRS1262139
- Nederlandse Thesaurus van Auteursnamen: 068215592
- Virtual International Authority File: 68983677
- WorldCat: E39PBJvCPKMFh7YCFyR8YCcVmd